# A Tale In The Desert
A Tale in the Desert är ett annorlunda datorspel i genre MMORPG som saknar stridsmoment och istället bygger på samarbete mellan spelare för att bygga upp världen man delar. Miljön är hämtad från den egyptiska historien. Spelet kostar inget att ladda ner eller spela, men vill man spela mer än 24 timmar måste man betala en månadsavgift på 13,95 amerikanska dollar.

## Utveckling
Spelet utvecklas konstant, och utvecklarna lägger till de nya funktionerna kort efter att de gjort dem, vilket ibland resulterar i att buggar dyker upp i spelet.